# Александър Джиков
Александър Иванов Джиков с псевдоним Максимилиян е български общественик и революционер, деец на Вътрешната македоно-одринска революционна организация.

## Биография
Александър Джиков е роден през 1885 година в град Охрид, тогава в Османската империя, днес в Северна Македония. Завършва училище „Константин Фотинов“ в София в 1900 година. Връща се в Македония и в 1900/1901 година е български учител в Ържаново. След това в 1901/1902 година преподава в село Неокази, Леринско.
Присъединява се към ВМОРО и през 1902 година е четник при Тасе Христов.
При избухването на Балканската война в 1912 година е доброволец в Македоно-одринското опълчение на Българската армия и служи в 1-ва рота на 9-а велешка дружина. Участва и в Първата световна война.
Участва в обединителния конгрес на Македонската федеративна организация и Съюза на македонските емигрантски организации от януари 1923 година.
Член е на комисията, отговаряща за настаняване на бежанците от Македония и Добруджа в Русе. Член е на Радикалдемократическата партия. Председател е на русенския клон на Илинденската организация. През 30-те и 40-те години на XX век сътрудничи на списание „Илюстрация Илинден“ и пише очерци за свои съратници като Ташко Арсов, Стефан Пенев, Петруш Йовчев и други. Умира на 13 януари 1962 година в София. Негов личен архивен фонд се съхранява в Държавна агенция „Архиви“